# Centre de Recerca en Agrigenòmica
El Centre de Recerca en Agrigenòmica (CRAG) és un centre de recerca en genòmica i biologia molecular de plantes i d'animals de granja, format pel Consell Superior d'Investigacions Científiques (CSIC), l'Institut de Recerca i Tecnologia Agroalimentàries (IRTA), la Universitat Autònoma de Barcelona (UAB) i la Universitat de Barcelona (UB). A més, compta amb el suport del Departament d'Economia i Coneixement de la Generalitat de Catalunya.
La recerca al CRAG s'estén des de la ciència bàsica fins als estudis aplicats en estreta col·laboració amb la indústria, ocupant-se també de les aplicacions de les aproximacions moleculars per al desenvolupament d'espècies importants per a l'agricultura i per a la producció d'aliments. Entre els seus objectius està el desenvolupament de les plantes, la seva reacció a les malalties i l'estrès ambiental, l'estructura canviant dels genomes i la domesticació d'animals de granja i plantes. Treballa en experiments que pretenen millorar la qualitat de les espècies per afrontar de forma més eficient els canvis climàtics i els consegüents problemes de producció d'aliments.
L'origen del CRAG té lloc l'any 2006, quan el llavors Departament d'Universitats, Recerca i Societat de la Informació (DURSI) de la Generalitat de Catalunya, el Consell Superior d'Investigacions Científiques (CSIC), l'Institut de Recerca i de Tecnologia Agroalimentàries (IRTA) i la Universitat Autònoma de Barcelona (UAB) van signar un protocol d'intencions per construir una nova seu per al Laboratori CSIC-IRTA de Genètica Molecular Vegetal. Aquest últim, existent des de l'any 2003, es transformava així en el CRAG, amb la UAB com a part del consorci. La incorporació, posterior, de la UB, suposa la integració de grups d'aquesta universitat que fan una recerca molt similar.
El 2011 s'inaugurà el centre que acolliria el CRAG. La ministra de Ciència i d'Innovació, Cristina Garmendia inaugurà el centre amb unes instal·lacions de més de 9.000 metres quadrats i una inversió de vint milions d'euros. La nova seu unificava en un mateix edifici el treball de cinquanta-u investigadors procedents de les diferents institucions que s'uniren per formar aquest consorci públic que pretén convertir-se en un referent d'excel·lència investigadora i formativa a escala mundial.
Entre les funcions actuals del CRAG es troba la producció d'antígens seleccionats de SARS-CoV-2 usant tecnologies derivades de plantes (a més curt termini amb el llevat Pichia pastoris). Les plataformes d'expressió basades en plantes tenen molta versatilitat i capacitat d'escalat ràpid i es consideren segures per l'absència d'altres patògens. Ja han estat usades en altres crisis sanitàries, per exemple en el cas de l'Ebolavirus.